# 赵节
赵节（？—643年），开化公，唐高祖之女长广公主和赵慈景的儿子。
父亲赵慈景战死后，母亲长广公主改嫁杨师道。赵节担任洋州刺史、开化公，他和太子李承乾、齐王李祐一党。贞观十七年（643年）四月初六，因为李承乾、李祐谋反，他和侯君集、李安俨、杜荷，一起被处死。继父杨师道担任中书令，想暗中为赵节开脱罪责，被罢相改任吏部尚书。长广公主向弟弟唐太宗谢罪。太宗流泪说：“赏赐不回避仇敌，惩罚不袒护亲属，因此有负于姐姐。”